# 전형두
전형두(田炯斗, 1955년 5월 13일 ~ 2013년 3월 25일)는 대한민국의 전 축구 선수이자 축구 행정가이며, 경남축구협회의 회장과 경남 FC의 대표이사를 지냈다. 선수 시절 정교한 킥력과 기습적인 중거리슛에 강점이 있었던 것으로 알려져 있으며, 행정가로서는 지역 연고의 대기업들의 후원을 이끌어내는 수완 및 공격적인 마케팅을 위한 선수 영입과 지능적인 스카우팅 감각을 활용한 트레이드에 능했던 것으로 평가되었다.

## 생애
경상남도 함안군 출신으로, 가야초등학교와 함안중학교를 거쳤다. 이후 마산공업고등학교, 청주상업고등학교에서 윙어 및 풀백으로 활약했으며, 1973년 AFC 청소년 축구 선수권 대회 선수 선발 대회에 출전하기도 했다. 하지만 축구 선수로 대학교 진학에 실패했으며, 결국 축구 선수로의 목표를 포기하고 1986년 경남대학교 경영대학원을 수료한 뒤 가업이었던 농산물 유통업을 이어받았다. 그 뒤 1990년부터 1994년까지 마산시축구협회의 회장을 지냈으며, 1995년 경남축구협회의 제 17대 회장이었던 김정호의 사망으로 인해 회장직이 공석이 되자 잔여임기를 맡은 것을 시작으로 제18대와 제19대 경남축구협회 회장을 역임하였다. 또한 1996년 경상남도 최초의 전국 단위 축구 대회인 '무학기 축구대회' 창설을 주도했으며, 2000년 대한축구협회의 감사로 선출된 이후 2002년 재선출되었다.
이후 2002년 FIFA 월드컵 직후 경상남도를 연고로 하는 프로축구 구단 창단을 추진했으며, 얼마 뒤 창단 결의대회를 갖고 2003년 K리그 참가를 목표로 하였다. 하지만 그해로부터 2년 연속 태풍으로 인한 대규모 수해가 발생한 것에 자금확보 문제가 겹쳐 결국 창단이 무산되었으나, 2004년 대한민국 재보궐선거 도중 하순봉의 공약이었던 '경상남도 연고의 프로축구 구단 창단'으로 인해 김태호, 장인태 등 다른 후보들도 동일한 공약을 내세우며 재창단 움직임이 본격화되었다. 이에
전형두는 김호곤, 이장수, 김용대 등과 함께 기자회견을 갖고 재창단 운동을 벌였고, 2005년 개최된 '주식회사 경남도민 프로축구단' 발기인 총회에 참석하였다. 또한 '감독선발위원회'의 위원을 맡아 박항서를 구단의 초대 감독으로 지명했으며, 김충관과 함께 공동 단장에 임명되었다. 그리고 같은 해 경남축구협회의 회장으로 재신임되어 제20대 경남축구협회 회장직을 수행했으며, 대한축구협회 감사 또한 연임에 성공하였다.
그 뒤 2006년 경남 FC의 창단식에 참석하기도 했으나, 그 해 구단 측으로부터 '방만한 경영 및 인사 전횡' 등을 사유로 사퇴 압박을 받아 다른 임직원들과 함께 사표를 제출하였다. 하지만 같이 사표를 제출한 박창식 대표이사가 김태호 경상남도지사와 면담을 한 내용이 받아들여져 최종적으로 유임되었으며, 2007년 박창식의 후임으로 구단의 제2대 대표이사로 추대되었다. 그러나 이 과정에서 김태호가 이사회의 선출권을 무시하고 인사를 단행했다는 지적이 나왔으며, 전형두 또한 구단 운영 및 선수 선발에 대한 권한을 제대로 행사하지 못하는 것에 대한 불만을 표출하였다. 결국 같은 해 운영비가 적자인 상태인 점 등 구단의 경영 상태 악화를 사유로 사퇴했으며, 전형두 및 구단 수뇌부와의 갈등을 빚으며 허위 기사가 보도되는 등의 피해를 받은 박항서 또한 동반 사임하였다. 그리고 2007년 기공을 시작한 창원축구센터의 건립에 상당한 영향을 끼쳤으며, 2007년 FIFA U-17 월드컵의 일부 경기를 창원시에서 유치하는 데 공헌하였다.
이후 2008년 경남축구협회의 회장으로 재신임받아 제21대 경남축구협회 회장이 되었으며, 2010년 김두관 경상남도지사에 의해 김영만의 후임으로 구단의 제5대 대표이사로 내정되었다는 설이 제기되었다. 그러나 경남 서포터스연합회 측에서는 과거 전형두가 제2대 대표이사로 활동했던 시절 독단적인 구단 운영을 일삼았다는 이유로 전형두의 대표이사 선임에 반대했지만, 결국 이사회의 결정으로 전형두의 대표이사 취임이 확정되어 경남 FC로 복귀하였다. 그 뒤 2011년 K리그 승부조작 사건 수사 당시 정종관이 승부조작에 관여했던 것으로 인해 자살하자 조의를 표했으며, 승부조작을 방지할 수 있는 방법으로 승강제의 도입을 추진하였다. 이후 그 해 한국프로축구연맹에서 이사진을 개편할 당시 구단 대표의 몫 중 한 자리를 배정받았으나, 2012년 K리그의 승강제 시행을 앞두고 강등팀이 4팀에서 2팀으로 조정된 안이 통과되자 이에 반발하여 사임하였다. 또한 같은 해 건강상의 이유로 구단 대표이사 역할을 제대로 수행하지 못하자 결국 물러났지만, 2013년 경남축구협회의 회장으로 재추대되어 제22대 경남축구협회 회장 자격으로 얼마 뒤 있었던 제52대 대한축구협회장 선거에 휠체어를 탄 채로 참석하였다.

## 사망
2013년 3월 25일 담도간암으로 투병 생활을 하던 중 세상을 떠났으며, 장례는 대한축구협회장으로 치러졌고 유해는 경상남도 함양군 용추사에 안장되었다. 이후 경남 FC 선수들은 3월 30일 있었던 FC 서울과의 K리그 경기에서 검은 완장을 차고 나오며 조의를 표했으며, 같은 날 열린 경남권 고등리그 경기에 나선 선수들 및 관계자 또한 근조 리본을 달고 경기에 임했다.
또한 2013년부터 제주특별자치도의 '표선면 축구연합회'에서 전형두를 기리기 위해 매년마다 '전형두기 축구대회'를 개최하고 있으며, 2015년부터 경상남도에서도 매년마다 '전형두배 경남생활체육 축구대회'가 개최되고 있다.
그리고 2014년 축구와 관련한 다양한 사업을 추진하기 위한 '수국 전형두 기념사업회'가 출범했으며, 2015년 지역 축구 발전을 위한 장학재단인 '수국 전형두 축구장학재단'이 발족하였고, 같은 해 전형두의 유언 및 가족, 지인들과 나눈 이야기를 소재로 한 자서전 형태의 책인 '축구바보 전형두'를 발간하였다.
이외에 2016년 창원축구센터에 채금석, 이회택에 이어 대한민국의 축구인 중 세 번째로 흉상이 제막되었으며, 2018년 창원축구센터에서 5주기 추모제가 열렸다.

## 기타
2007년 마산시 문화방송에서 경남 FC를 소재로 제작한 스포츠 다큐멘터리 '돌풍'의 2부에서 주요 인물 중 한 명으로 등장했으며, 2012년 문화방송 경남에서 전형두의 축구 인생을 다룬 다큐멘터리 '열정'이 방영되었다.
2007년 대한민국 제17대 대통령 선거 당시 한나라당 후보였던 이명박에 대한 지지 의사를 발표하기도 했다.
2008년 '제47회 경남도문화상'의 체육 부문 수상자로 선정되었다.

## 같이 보기
- 경남 FC
- 창원축구센터